# Psychotria pittosporifolia
Psychotria pittosporifolia är en måreväxtart som beskrevs av Francis Raymond Fosberg. Psychotria pittosporifolia ingår i släktet Psychotria och familjen måreväxter. Inga underarter finns listade i Catalogue of Life.